# District de Santarém
Le district de Santarém est un district du Portugal à cheval sur les régions Centre et Alentejo. 
Sa superficie est de 6 747 km2, ce qui en fait le 3e du pays pour ce qui est de la superficie. Sa population est de 475 344 habitants (2001). 
Sa capitale en est la ville éponyme de Santarém.
Le district de Santarém comprend 21 municipalités :
- Abrantes
- Alcanena
- Almeirim
- Alpiarça
- Benavente
- Cartaxo
- Chamusca
- Constância
- Coruche
- Entroncamento
- Ferreira do Zêzere
- Golegã
- Mação
- Ourém
- Rio Maior
- Salvaterra de Magos
- Santarém
- Sardoal
- Tomar
- Torres Novas
- Vila Nova da Barquinha